# Сантос, Лукас
Лу́кас Са́нтос да Си́лва (порт. Lucas Santos da Silva; род. 7 марта 1999, Рио-де-Жанейро) — бразильский футболист, полузащитник бразильского клуба «Томбенсе».

## Биография
Воспитанник бразильского клуба «Васко да Гама». За взрослую команду дебютировал 3 июня 2018 года в матче Серии A (высший дивизион чемпионата Бразилии) против «Ботафого». Всего в сезоне 2018 сыграл 2 матча в чемпионате. В сезоне 2019 сыграл 1 матч в чемпионате.
В сентябре 2019 года перешёл в российский ЦСКА (Москва) на правах аренды. Соглашение рассчитано до конца 2019 года и предусматривает возможность выкупа. 15 сентября в матче против «Тамбова», дебютировал в составе «армейцев», выйдя на замену во втором тайме вместо Константина Кучаева.

## Статистика
| Выступление      | Выступление      | Выступление      | Чемпионат | Чемпионат | Кубки | Кубки | Конт. | Конт. | Прочие | Прочие | Итого | Итого |
| Клуб             | Лига             | Сезон            | Игры      | Голы      | Игры  | Голы  | Игры  | Голы  | Игры   | Голы   | Игры  | Голы  |
| ---------------- | ---------------- | ---------------- | --------- | --------- | ----- | ----- | ----- | ----- | ------ | ------ | ----- | ----- |
| Васко да Гама    | Серия A          | 2018             | 2         | 0         | 0     | 0     | 0     | 0     | 1      | 0      | 3     | 0     |
| Васко да Гама    | Серия A          | 2019             | 1         | 0         | 3     | 0     | 0     | 0     | 6      | 0      | 10    | 0     |
| Васко да Гама    | Серия A          | 2020             | 4         | 0         | 0     | 0     | 1     | 0     | 4      | 0      | 9     | 0     |
| Васко да Гама    | Итого            | Итого            | 7         | 0         | 3     | 0     | 1     | 0     | 11     | 0      | 22    | 0     |
| ЦСКА (аренда)    | Премьер-лига     | 2019/20          | 2         | 0         | 1     | 0     | 2     | 0     | 0      | 0      | 5     | 0     |
| ЦСКА (аренда)    | Итого            | Итого            | 2         | 0         | 1     | 0     | 2     | 0     | 0      | 0      | 5     | 0     |
| Всего за карьеру | Всего за карьеру | Всего за карьеру | 9         | 0         | 4     | 0     | 3     | 0     | 11     | 0      | 27    | 0     |

по состоянию на 28 ноября 2020